# Proceso antraquinona
El proceso antraquinona es un procedimiento de producción de peróxido de hidrógeno (agua oxigenada) desarrollado por la empresa BASF.

## Proceso industrial
La producción industrial se basa en la reducción de oxígeno, como en la síntesis directa de los elementos. En vez de hidrógeno en sí, se usa una 2-alquil-antrahidroquinona, que se genera antes de la correspondiente 2-alquil-antraquinona por hidrogenación catalítica con paladio. Oxígeno y la fase orgánica reaccionan bajo la formación de la antraquinona y peróxido de hidrógeno. Entre otros, se usan grupos alquílicos (R) etil- y  terbutil-; por ejemplo, 2-etilantraquinona.
Luego, con agua se extrae el peróxido de hidrógeno y, en un segundo paso, se separa del agua mediante destilación fraccionada. El peróxido de hidrógeno se acumula en el fondo. La antraquinona actúa como catalizador. La ecuación de la reacción es:
H
2 + O
2 → H
2O
2
Si mediante este método en vez de oxígeno se usa ozono, se puede producir trióxido de dihidrógeno.